# Albia Dominica
Albia Dominica, nota anche come Albia Domnica (337 circa – dopo il 378), fu augusta dell'Impero romano e moglie dell'imperatore Valente.

## Biografia
Dominica fu la figlia del potente e impopolare patricius Petronio; sposa di Valente anteriormente all'elevazione al trono dell'Imperatore, fu nominata da lui augusta. Stando a una fonte filo-nicena, Dominica avrebbe convertito Valente all'arianesimo.
Diede alla luce almeno due figlie (Anastasia e Carosa) prima del figlio ed erede, Valentiniano Galate (366-370), la cui morte prematura fu un grosso colpo per i genitori. Valentiniano era affetto da una malattia: la madre fece un sogno in cui le veniva detto che tale malattia era la punizione per il trattamento al quale Valente aveva sottoposto il vescovo niceno Basilio di Cesarea, il quale, alla richiesta di pregare per la guarigione del bambino, rispose che lo avrebbe fatto solo a patto che Valente si fosse convertito e avesse abbandonato l'arianesimo. L'imperatore rifiutò di convertirsi e di battezzare il figlio secondo il rito niceno, giungendo a battezzarlo secondo quello ariano; Basilio se ne andò dicendo che la volontà di Dio sarebbe stata fatta, e poco dopo Galate morì.
Dopo la morte di Valente nella battaglia di Adrianopoli (378), Dominica pagò col tesoro imperiale quei cittadini che si fossero prestati alla difesa di Costantinopoli dagli invasori. Protesse «lealmente e virilmente» Costantinopoli dai Goti fino all'arrivo del successore del marito, Teodosio I, scelto dal nipote di Dominica, Graziano.